# شانه‌موش نیرومند
شانه‌موش نیرومند (نام علمی: Ctenomys validus) نام یک گونه از سرده شانه‌موش است.